# Sean Spicer
Sean Michael Spicer (Manhasset, 23 settembre 1971) è un politico e manager statunitense, direttore delle comunicazioni della Casa Bianca e portavoce della Casa Bianca nell'amministrazione Trump dal gennaio al luglio 2017.
Spicer è stato anche direttore delle comunicazioni del Comitato Nazionale Repubblicano dal 2011 al 2017 e capo stratega dal 2015 al 2017.